# Pierre Fichade
La Pierre Fichade est un menhir situé à Champeix dans le département français du Puy-de-Dôme.

## Protection
L'édifice a fait l’objet d’un classement au titre des monuments historiques en 1889.

## Description
Le menhir est en arkose. Il s'élève à 3,37 m de hauteur au-dessus du sol. Il comporte deux grandes faces (ouest et est) et deux plus petites (nord et sud). La face ouest est striée de deux grandes fissures en oblique. Le sommet du menhir est arrondi (vu de face) et tronqué (vue de profil).
Selon la légende, il a été érigé par des fées.